# Ano, šéfe!
Ano, šéfe! je televizní, zábavně-gastronomický reality show pořad, který vysílá TV Prima a jehož hlavním aktérem je Zdeněk Pohlreich, jakožto uznávaný odborník v oboru gastronomie a vedení restaurace. Námětem byl britský pořad Ramsay’s Kitchen Nightmares oceněný cenou BAFTA a Grammy.
Kvalifikace a dovednosti Zdeňka Pohlreicha se ve vysílání kříží s jeho používaným slovníkem sprostých slov. Cílem každého dílu je pomoci různým restauračním zařízením zlepšit kuchyň, obsluhu hostů, celkový dojem podniku i přístup jeho zaměstnanců a vedení a docílit tak lepších zisků.
V letech 2009 až 2018 bylo na TV Prima premiérově odvysíláno celkem 7 řad pořadu. V roce 2013 byl také odvysílán navazující pořad Už dost, šéfe!, ve kterém se Zdeněk Pohlreich vrací do některých restaurací z předchozích řad pořadu. Díky popularitě v Česku se pořad Áno, šéfe! vysílá i na slovenské TV JOJ.
Pořad po 95 dílech v roce 2018 skončil, volně na něj poté navazuje pořad Ano, šéfová! s gastronomkou a restauratérkou Jitkou Pagana a jejím italským synem Santem. Ten však u diváků příliš neuspěl a nakonec byla odvysílána pouze jedna řada o šesti dílech. V únoru 2020 se na obrazovkách opět vrátil Zdeněk Pohlreich v pořadu podobného formátu s názvem Superšéf. V roce 2022 uvedla TV Prima pořad Jak to bylo, šéfe?, v němž se mimo jiné Zdeněk Pohlreich vrací k situacím z pořadu Ano, šéfe!..
V roce 2024 bylo oznámeno, že se připravuje nová řada. Uvedena bude nejspíše v roce 2025. V červenci 2025 bylo oznámeno, že nová řada bude mít premiéru 28. srpna 2025.

## Moderátor

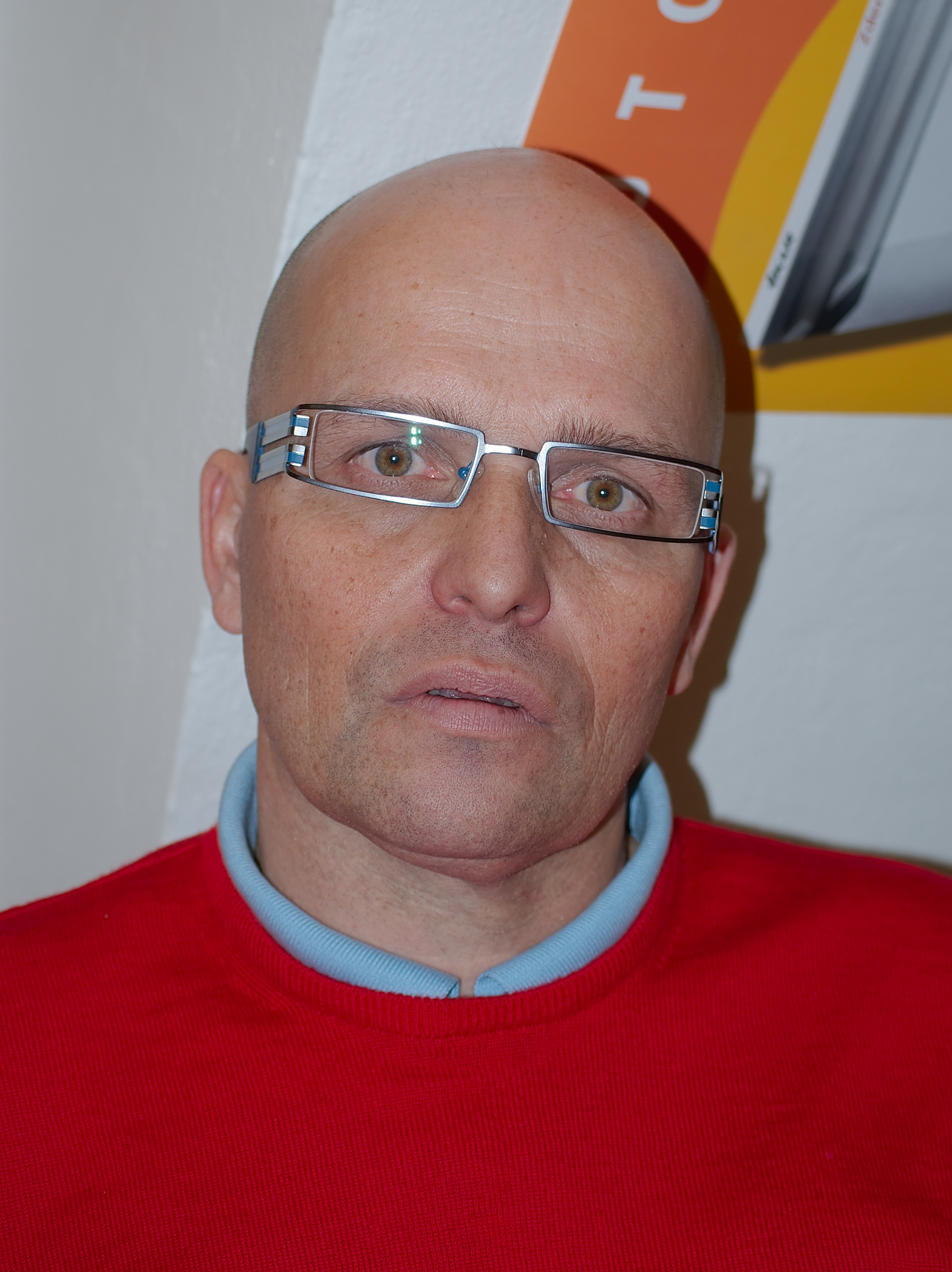
Zdeněk Pohlreich

Zdeněk Pohlreich se vyučil kuchařem proti své vůli a vaření jej nejprve vůbec nebavilo. Změnu v tomto přinesla praxe, které se mu dostalo při působení jako šéfkuchař v restauraci La Guillotine v Adelaide. Po návratu z emigrace postupně pracoval na stejné pozici v Praze v několika luxusních hotelech. V současnosti provozuje vlastní síť restaurací, mezi které patří Café Imperial, Divinis a nejnověji také Next Door by Imperial.

## Hrubé výrazy ve vysílání
Pořad je také známý nevybíravou mluvou hlavního protagonisty. Zpravidla první část pořadu podléhá kvůli tomu silné cenzuře formou pípání a část druhá, která je vysílána po 22. hodině je bez cenzury. Kromě nadávek lze zastihnout v pořadu také jadrné hlášky.
| „                                      | Jedině, že by se zkřížily brambory s filckama a samy se škrábaly. | “ |
| — Zdeněk Pohlreich, 11. díl Ano, šéfe! |                                                                   |   |

Značný objem výroků v každém z dílů dal vzniknout Pohlreicho-českému slovníku.

## Seznam dílů
| Řada | Díly | Premiéra       | Premiéra           |
| Řada | Díly | První díl      | Poslední díl       |
| ---- | ---- | -------------- | ------------------ |
| 1    | 12   | 5. března 2009 | 21. května 2009    |
| 2    | 11   | 15. září 2009  | 24. listopadu 2009 |
| 3    | 13   | 2. března 2010 | 25. května 2010    |
| 4    | 11   | 1. září 2011   | 10. listopadu 2011 |
| 5    | 12   | 10. září 2012  | 26. listopadu 2012 |
| 6    | 17   | 28. srpna 2015 | 10. března 2016    |
| 7    | 19   | 16. ledna 2017 | 1. října 2018      |
| 8    | 10   | 28. srpna 2025 | 30. října 2025     |